# Saison 12 de Nouvelle Star
 (octobre 2022).
Si vous disposez d'ouvrages ou d'articles de référence ou si vous connaissez des sites web de qualité traitant du thème abordé ici, merci de compléter l'article en donnant les références utiles à sa vérifiabilité et en les liant à la section « Notes et références ».
 (octobre 2022).
- Si vous ne connaissez pas le sujet, laissez ce bandeau (vous pouvez alors contacter les auteurs).
- Si vous supprimez le contenu mis en cause (vous pouvez préalablement contacter les auteurs),

argumentez précisément cette suppression dans la page de discussion
(un manque de référence n'est pas un argument ; une recherche réelle de référence doit avoir été effectuée, être formellement documentée).
La douzième saison de Nouvelle Star, émission française de téléréalité musicale, a été diffusée sur D8 du 16 février 2016 au 3 mai 2016. C'est la quatrième et dernière saison sur D8, qui a racheté les droits du programme à M6. Elle est remportée par Patrick, qui choisira comme nom de scène Paul Plexi.

## Nouveautés
Pour cette douzième saison, plusieurs changements sont à noter :
- Le jury est renouvelé à 25 % : Yarol Poupaud est remplacé par JoeyStarr. Il rejoint Sinclair, André Manoukian et Élodie Frégé.
- Benjamin Castaldi, qui avait passé une mauvaise année sur D8, a décidé de quitter l'animation de Nouvelle Star à l'issue de la saison 11, est remplacé par Laurie Cholewa.
- Si le principe des castings reste le même, une nouvelle ville fait son apparition : Nice qui remplace Marseille. Cette ville s'ajoute à Lyon, Toulouse et Paris.
- La finale ne voit plus s'opposer 2 candidats mais 3.

## Participants

### Présentation
- Laurie Cholewa

### Jury
- André Manoukian
- JoeyStarr
- Sinclair
- Élodie Frégé

### Candidats
Cette année, les castings n'ont lieu que dans 4 villes contrairement à l'année précédente : Lyon, Nice, Toulouse, Paris.
À l'issue de ceux-ci, 100 candidats sont retenus pour le théâtre. À la suite de l'« épreuve des lignes », 54 d'entre eux sont sélectionnés pour l'épreuve des trios.

#### Éliminatoires
Pour les 16 derniers candidats, il reste une dernière étape avant les primes en direct : l'« épreuve du feu ». Ils doivent chanter sur une scène parisienne, devant un public et avec les musiciens de l'émission.
À l'issue de cette ultime épreuve sont éliminés Terry, Caroline, Vladimir, Manu, Sonia et Jérémy.

#### Les 10 finalistes
- Si vous ne connaissez pas le sujet, laissez ce bandeau (vous pouvez alors contacter les auteurs).
- Si vous supprimez le contenu mis en cause (vous pouvez préalablement contacter les auteurs),

argumentez précisément cette suppression dans la page de discussion
(un manque de référence n'est pas un argument ; une recherche réelle de référence doit avoir été effectuée, être formellement documentée).
Initialement, Maëlig et Gaëlle sont sélectionnés pour les primes et rejoignent Mélanie, Mia, Pierre, Patrick, Nirintsoa, Florie, Maxime et Caruso. Mais à la suite du désistement de Maëlig et Gaëlle, Manu et Caroline qui avaient été éliminés lors de l'épreuve ultime, sont réintégrés dans la compétition. Voici donc les 10 finalistes :
| Candidats | Vrai nom               | Âge    | Profession                           | Ville de casting | % de votes bleus (jury) (bleus/rouges) | Statut                          | Réf(s). |
| --------- | ---------------------- | ------ | ------------------------------------ | ---------------- | -------------------------------------- | ------------------------------- | ------- |
| Patrick   | Patrick Rouiller       | 28 ans | Mécanicien de vélos                  | Lyon             | 91% (29/3)                             | Gagnant le 3 mai 2016           | ,       |
| Mia       | Mia Rosello            | 18 ans | Lycéenne, compositrice et interprète | Toulouse         | 97% (31/1)                             | Finalistes le 3 mai 2016        | ,       |
| Manu      | Manu Galure            | 31 ans | Auteur-compositeur-interprète        | Paris            | 71% (17/7)                             | Finalistes le 3 mai 2016        | ,       |
| Mélanie   | Mélanie di Petrantonio | 23 ans | NC                                   | Paris            | 95% (19/1)                             | Demi-finaliste le 26 avril 2016 | [ 10 ]  |
| Maxime    | Maxime Penent          | 25 ans | NC                                   | Toulouse         | 92% (11/1)                             | Éliminés le 19 avril 2016       | ,       |
| Nirintsoa | Nirintsoa Rajoharison  | 24 ans | Auteur-compositeur-interprète        | Toulouse         | 50% (6/6)                              | Éliminés le 19 avril 2016       | ,       |
| Pierre    | Pierre Fabre           | 16 ans | Lycéen                               | Paris            | 42% (5/7)                              | Éliminés le 19 avril 2016       | ,       |
| Caruso    | Thomas Caruso          | 28 ans | Comédien                             | Toulouse         | 87% (7/1)                              | Éliminés le 12 avril 2016       | ,       |
| Caroline  | Caroline Pires         | 18 ans | NC                                   | Lyon             | 25% (2/6)                              | Éliminés le 12 avril 2016       | ,       |
| Florie    | Florie Mélé            | 24 ans | NC                                   | Lyon             | 50% (2/2)                              | Éliminée le 5 avril 2016        | ,       |

## Primes

### Prime n°1 - 05 avril 2016
| Candidat  | Chanson                                      | Interprète original                        | Vote du jury | Vote du jury | Vote du jury | Vote du jury |
| --------- | -------------------------------------------- | ------------------------------------------ | ------------ | ------------ | ------------ | ------------ |
| Candidat  | Chanson                                      | Interprète original                        | Sinclair     | Frégé        | Manoukian    | JoeyStarr    |
| Nirintsoa | Part-Time Lover                              | Stevie Wonder                              |              |              |              |              |
| Mélanie   | Runnin' (Lose It All)                        | Naughty Boy feat. Beyoncé & Arrow Benjamin |              |              |              |              |
| Pierre    | Pas de boogie woogie                         | Eddy Mitchell                              |              |              |              |              |
| Manu      | Sous les jupes des filles                    | Alain Souchon                              |              |              |              |              |
| Maxime    | Le chanteur malheureux                       | Claude François                            |              |              |              |              |
| Mia       | What Do You Mean?                            | Justin Bieber                              |              |              |              |              |
| Caroline  | Hundred Miles                                | Yall                                       |              |              |              |              |
| Caruso    | On verra                                     | Nekfeu                                     |              |              |              |              |
| Florie    | Mashup Love Is Gone / Lady (Hear Me Tonight) | David Guetta / Modjo                       |              |              |              |              |
| Patrick   | Partir un jour                               | 2Be3                                       |              |              |              |              |

Chansons collectives
- The Weeknd, Can't Feel My Face : Les dix candidats

État de la compétition
- Qualifiés : Mia • Manu • Caroline • Patrick • Mélanie • Caruso • Pierre • Nirintsoa • Maxime
- Éliminée : Florie

### Prime n°2 - 12 avril 2016
| Candidat  | Chanson                     | Interprète original                 | Vote du jury | Vote du jury | Vote du jury | Vote du jury |
| --------- | --------------------------- | ----------------------------------- | ------------ | ------------ | ------------ | ------------ |
| Candidat  | Chanson                     | Interprète original                 | Sinclair     | Frégé        | Manoukian    | JoeyStarr    |
| Nirintsoa | Yeah!                       | Usher featuring Lil Jon et Ludacris |              |              |              |              |
| Mélanie   | La Chanson des Vieux Amants | Jacques Brel                        |              |              |              |              |
| Pierre    | Sweet Home Alabama          | Lynyrd Skynyrd                      |              |              |              |              |
| Maxime    | Sing                        | Ed Sheeran                          |              |              |              |              |
| Manu      | Tombé du Ciel               | Jacques Higelin                     |              |              |              |              |
| Mia       | Castle in the Snow          | Kadebostany                         |              |              |              |              |
| Caroline  | Les Sucettes                | France Gall                         |              |              |              |              |
| Caruso    | Catch & Release             | Matt Simons                         |              |              |              |              |
| Patrick   | Bruxelles                   | Dick Annegarn                       |              |              |              |              |

Chansons collectives
- Breakbot, Baby I'm Yours : Les neuf candidats

État de la compétition
- Qualifiés : Manu • Patrick • Mia • Pierre • Mélanie • Maxime • Nirintsoa
- Éliminés : Caroline • Caruso
- Invité : Oxmo Puccino

### Prime n°3 - 19 avril 2016: Quart de finale
| Candidat  | Chanson                  | Interprète original          | Vote du jury | Vote du jury | Vote du jury | Vote du jury |
| --------- | ------------------------ | ---------------------------- | ------------ | ------------ | ------------ | ------------ |
| Candidat  | Chanson                  | Interprète original          | Sinclair     | Frégé        | Manoukian    | JoeyStarr    |
| Mélanie   | Cheap Thrills            | Sia                          |              |              |              |              |
| Nirintsoa | Am I Wrong               | Nico & Vinz                  |              |              |              |              |
| Pierre    | The Way You Make Me Feel | Michael Jackson              |              |              |              |              |
| Manu      | Let's Dance              | David Bowie                  |              |              |              |              |
| Maxime    | Uptown Funk              | Mark Ronson feat. Bruno Mars |              |              |              |              |
| Mia       | Jalouse                  | Mademoiselle K               |              |              |              |              |
| Patrick   | Poker Face               | Lady Gaga                    |              |              |              |              |

Chansons collectives
- Madcon feat. Ray Dalton, Don't Worry : Les sept candidats

État de la compétition
- Qualifiés : Mia • Patrick • Manu • Mélanie (sauvée par le jury)
- Éliminés : Maxime • Pierre • Nirintsoa

Anecdote
L'émission est fortement marquée par un incident entre JoeyStarr et Gilles Verdez dans l'émission Touche pas à mon poste ! précédant la diffusion. Laurie Cholewa fera réagir JoeyStarr en direct dans l'émission.

### Prime n°4 - 26 avril 2016: Demi-finale
Pour ce prime, chaque candidat reprend une chanson interprétée pendant les castings :
- Mélanie : Riptide de Vance Joy (auditions)
- Manu : Le Soleil et la Lune de Charles Trenet (auditions)
- Mia : Love It Or Leave It de Asaf Avidan (épreuve des lignes)
- Patrick : Ces petits riens de Serge Gainsbourg (épreuve des lignes)[34]

| Candidat | Chanson                       | Interprète original      | Vote du jury | Vote du jury | Vote du jury | Vote du jury |
| -------- | ----------------------------- | ------------------------ | ------------ | ------------ | ------------ | ------------ |
| Candidat | Chanson                       | Interprète original      | Sinclair     | Frégé        | Manoukian    | JoeyStarr    |
| Mélanie  | Don't Stop Me Now             | Queen                    |              |              |              |              |
| Mélanie  | Riptide                       | Vance Joy                |              |              |              |              |
| Manu     | Divine                        | Sébastien Tellier        |              |              |              |              |
| Manu     | Le Soleil et la Lune          | Charles Trenet           |              |              |              |              |
| Mia      | Love It Or Leave It           | Asaf Avidan              |              |              |              |              |
| Mia      | You've Got The Love           | Florence and the Machine |              |              |              |              |
| Patrick  | (I Can't Get No) Satisfaction | The Rolling Stones       |              |              |              |              |
| Patrick  | Ces petits riens              | Serge Gainsbourg         |              |              |              |              |

Chansons collectives
- Prince & The Revolution , Purple Rain : Les quatre candidats
- Jain , Come : Les quatre candidats

État de la compétition
- Qualifiés : Patrick • Mia • Manu
- Éliminée : Mélanie

### Prime n°5 - 03 mai 2016: Finale
| Candidat | Chanson          | Interprète original      | Vote du jury | Vote du jury | Vote du jury | Vote du jury |
| -------- | ---------------- | ------------------------ | ------------ | ------------ | ------------ | ------------ |
| Candidat | Chanson          | Interprète original      | Sinclair     | Frégé        | Manoukian    | JoeyStarr    |
| Manu     | Tu verras        | Claude Nougaro           |              |              |              |              |
| Manu     | Saint Claude     | Christine and the Queens | [ n 1 ]      | [ n 1 ]      | [ n 1 ]      | [ n 1 ]      |
| Manu     | Blackbird        | The Beatles              | [ n 1 ]      | [ n 1 ]      | [ n 1 ]      | [ n 1 ]      |
| Mia      | Sail             | Awolnation               |              |              |              |              |
| Mia      | Billie Jean      | Michael Jackson          |              |              |              |              |
| Mia      | Quand c'est ?    | Stromae                  |              |              |              |              |
| Patrick  | Ne Me Quitte Pas | Jacques Brel             |              |              |              |              |
| Patrick  | Take Me Out      | Franz Ferdinand          |              |              |              |              |
| Patrick  | Talk To Me       | Yodelice                 |              |              |              |              |

Chansons collectives
- John Newman , Love Me Again : Tous les candidats

État de la compétition
- Vote 1 :
  - Sauvés : Mia • Patrick
  - Éliminé : Manu
- Vote 2 :
  - Vainqueur : Patrick
  - Finaliste : Mia

Invitée
- Emji (gagnante de Nouvelle Star 2015) interprète son titre Lost

## Audiences
La saison 12 a été un gros échec d'audience pour D8.  
| Épisode | Date de diffusion                                   | Audience moyenne          | Audience moyenne | Référence |
| Épisode | Date de diffusion                                   | Nombre de téléspectateurs | PDM              | Référence |
| ------- | --------------------------------------------------- | ------------------------- | ---------------- | --------- |
| 1       | Mardi 16 février 2016 (Casting Lyon et Nice)        | 937 000                   | 4,2 %            | [ a 1 ]   |
| 2       | Mardi 23 février 2016 (Casting Nice et Toulouse)    | 1 133 000                 | 5,0 %            | [ a 2 ]   |
| 3       | Mardi 1er mars 2016 (Casting Toulouse et Paris)     | 1 184 000                 | 5,6 %            | [ a 3 ]   |
| 4       | Mardi 8 mars 2016 (Casting Paris et Théâtre jour 1) | 1 098 000                 | 5,4 %            | [ a 4 ]   |
| 5       | Mardi 15 mars 2016 (Théâtre jour 2)                 | 871 000                   | 4,2 %            | [ a 5 ]   |
| 6       | Mardi 22 mars 2016 (Théâtre jour 3)                 | 940 000                   | 4,7 %            | [ a 6 ]   |
| 7       | Mardi 29 mars 2016 (L'Épreuve du feu)               | 806 000                   | 3,7 %            | [ a 7 ]   |
| 8       | Mardi 5 avril 2016 (Prime 1)                        | 670 000                   | 3,5 %            | [ a 8 ]   |
| 9       | Mardi 12 avril 2016 (Prime 2)                       | 665 000                   | 3,2 %            | [ a 9 ]   |
| 10      | Mardi 19 avril 2016 (Quart de finale)               | 811 000                   | 3,8 %            | [ a 10 ]  |
| 11      | Mardi 26 avril 2016 (Demi-finale)                   | 595 000                   | 2,8 %            | [ a 11 ]  |
| 12      | Mardi 3 mai 2016 (Finale)                           | 478 000                   | 2,3 %            | [ a 12 ]  |

Légende
- Les plus hauts chiffres d'audience
- Les plus bas chiffres d'audience